# Utiroa
Utiroa – miejscowość na atolu na wyspach Kiribati położona w pobliżu miejscowości: Nuribenua na zachodzie i Terikiai i Eita na północy. Jej populacja wynosi 2213.